# Thelosia minois
Thelosia minois är en fjärilsart som beskrevs av William Schaus 1892. Thelosia minois ingår i släktet Thelosia och familjen silkesspinnare. Inga underarter finns listade i Catalogue of Life.